# アレスティング・ギア

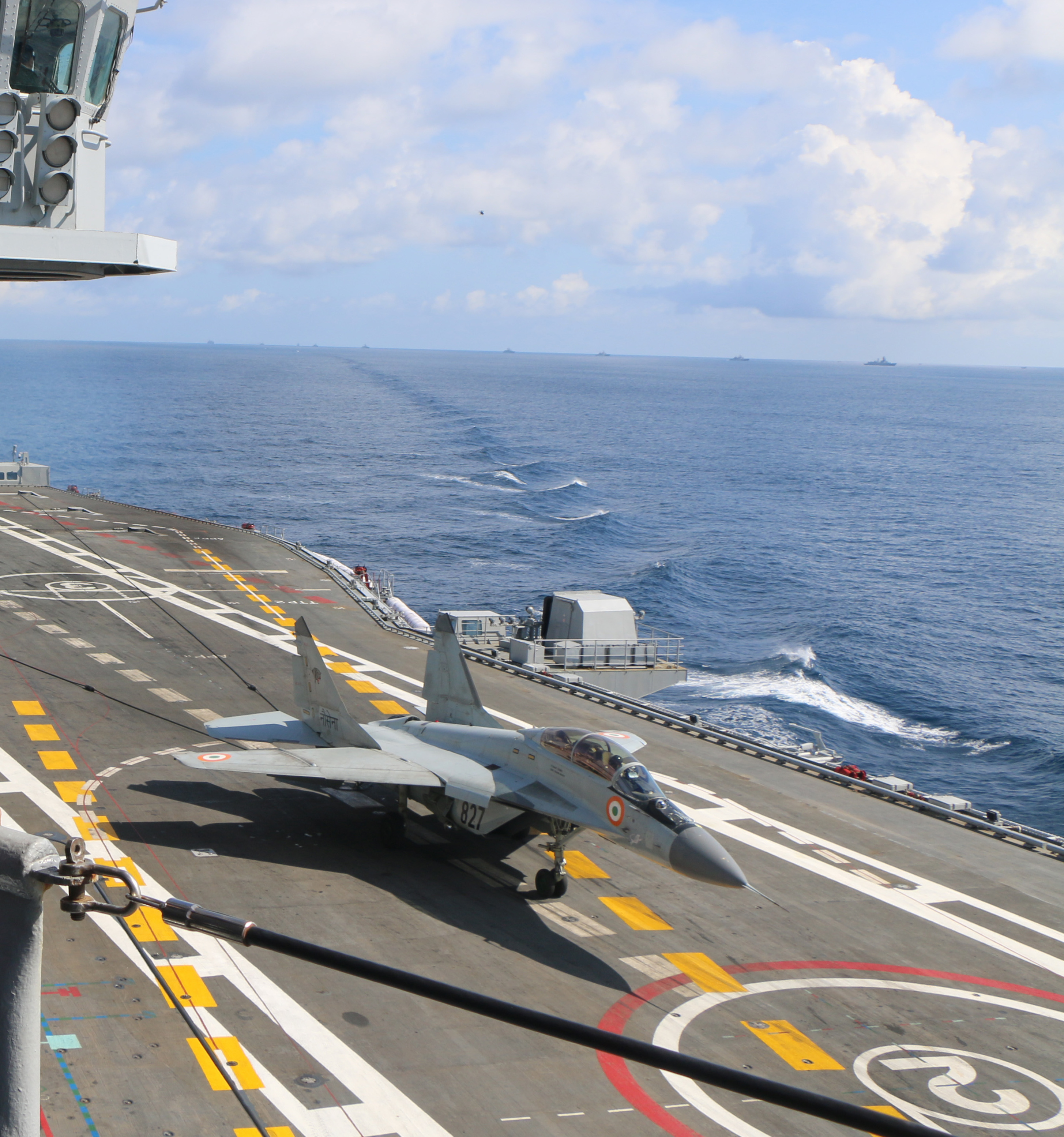
MiG-29Kの着艦

制動装置（英語: Arresting gear）は、着陸の際に飛行機を短い滑走距離で制動するための装置。特に航空母艦では、着艦の能否はその根本であり、着艦できなければ空母としての機能に関わることから、制動装置は極めて重要となる。
STOBAR方式の空母を保有するロシア、インド、中国及びCATOBAR方式の空母を保有するアメリカ、フランスで使用される。

## 来歴

### 縦索式制動装置の試み

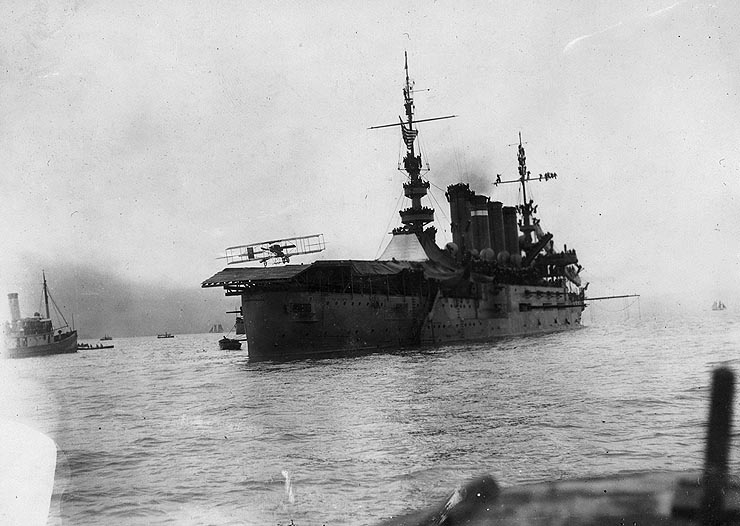
「ペンシルベニア」への初着艦

1911年1月18日、アメリカ海軍の装甲巡洋艦「ペンシルベニア」の後甲板上に36×10メートル大のプラットフォームが仮設され、これを横切るように、両端に土嚢が結び付けられたロープが22本用意された。また衝突に備えて、後檣背後にはキャンバスの垂れ幕が設けられており、これらが世界最初の着艦装置となった。ユージン・バートン・イーリーの操縦するカーチス モデルDは11本目のロープに機のフックを引っ掛けて、約15メートルの滑走で停止しており、これが洋上の艦船への世界初の着艦となった。
イギリス海軍の「フューリアス」は、まず船体前部に発艦用甲板を設置したのち、1917年末からの第一次改装の際に船体後部に着艦用甲板を設置したが、ここには、初の実用的着艦制動装置が設けられた。これは縦索式を採用したもので、甲板の中央部に多数の鋼索を数十センチおきに前後に張り渡し、機体の車軸またはスキッドの中央に設けたV字型フックをこの鋼索に引っ掛けて、その摩擦を制動力として機体を停止させるという原理であった。
しかし同艦の場合、飛行甲板が全通しておらず、着艦甲板の正面の煙突からの熱気による乱気流の影響もあって、使用実績は不良であり、13回の着艦テストのうち無事に着艦できたのは3回に留まり、ほかは全て機が破壊するか損傷を受ける結果に終わった。この結果、同艦では着艦甲板の使用をしばらく中止し、同時期に同様の改装を受けた「ヴィンディクティヴ」では制動装置を装備せず、ロープによる制止装置（バリケード）のみを設けていた。
第一次世界大戦末期にイギリス海軍が竣工させた「アーガス」は、世界で初めて全通飛行甲板を備えていたが、制動装置は縦索式であった。「フューリアス」では索を木の杭で持ち上げていたのに対し、同艦では起倒式の駒板が採用され、また索の配置も改良されたものの、結果は満足すべきものではなかった。また大日本帝国海軍の「鳳翔」や「赤城」・「加賀」でも縦索式が踏襲されたが、これは他に代わるものがなかったためであった。

### 横索式制動装置の再登場
1920年代には、原点である「ペンシルベニア」での実験的着艦で用いられていたような横索式が再び注目されるようになっていた。1924年、アメリカ海軍は、カール・ノルデンとT・H・バースが開発したMk.1および2制動装置を採用したが、これは縦索式とともに、ロールブレーキを用いた横索式を併用したものであった。その後も縦索式の欠点が改められなかったことから、1929年には縦索式の廃止を決定し、油圧式横索のMk.3が装備化された。これは最大速力52ノット、重量2.7トンの機体を制動する能力を備えていた。
1927年に竣工したフランス海軍の「ベアルン」は、早くもロールブレーキを用いた横索式の制動装置を備えていた。これは好評であり、1930年には日本海軍もこれを購入し、「フェー式」と称して「加賀」に設置した。また日本国内でも、艦政本部から委託を受けた萱場資郎（カヤバ創業者）が油圧式横索の制動装置を開発しており、「萱場式」として、同年に「赤城」に設置された。更に1933年には、呉海軍工廠が開発した電磁ブレーキ式の装置が「呉式1型」として制式化された。1938年には改良型の「呉式4型」が完成したが、これは最大速力58ノット、重量4トンの機体を制動する能力を備えていた。太平洋戦争開戦時の日本空母は、全て制動装置として呉式4型を備えており、大型の「赤城」「加賀」などでは制動索12基、小型の「龍驤」では6基を備えていた。
一方、イギリス海軍は、アメリカ海軍と同時期に縦索式に見切りをつけたが、アメリカ海軍と異なり直ちに横索式に移行することはなく、しばらく制動装置なしで航空母艦を運用していた。その後、1938年に「アーク・ロイヤル」が就役する際に、アメリカ海軍と同様の油圧式8索の横索式制動装置を装備した。アメリカ海軍では、「ヨークタウン」で重量4.5トン・速度113キロメートル毎時の機体を制動可能なMk.4を装備化し、「ホーネット」で装備化された改良型のMk.4 mod.3Aでは重量7.26トン・速度137キロメートル毎時まで制動可能なようにアップデートされた。これらのMk.4後期型は第二次世界大戦中のアメリカ空母の標準装備となり、後のmod.5・6では重量8.98トン・速度103キロメートル毎時となった。そして終戦までに、エセックス級のうち7隻には、重量13.6トン・速度145キロメートル毎時まで制動可能なMk.5が搭載され、戦後にはその他のエセックス級にも設置された。そしてフォレスタル級より、更に強化されたMk.7が採用された。
なおアメリカ海兵隊は、空母用のMk.5 mod.2をもとに、地上用に改訂したM-2 MOREST（Mobile arresting gear）を装備化した。これは短時間で移設可能なように設計されており、前線近くに設営されるSATO（Small Airfield for Tactical Support）の構成要素として構想されていた。ベトナム戦争時にSATOとして設営されたチュライ飛行場 (Chu Lai Air Base) では、当初は作戦機をMORESTにより着陸させてJATOにより離陸させる運用が行われており、また後にカタパルトも設置されて、舗装滑走路が完成するまでは、陸上ながらCATOBAR運用が行われた。

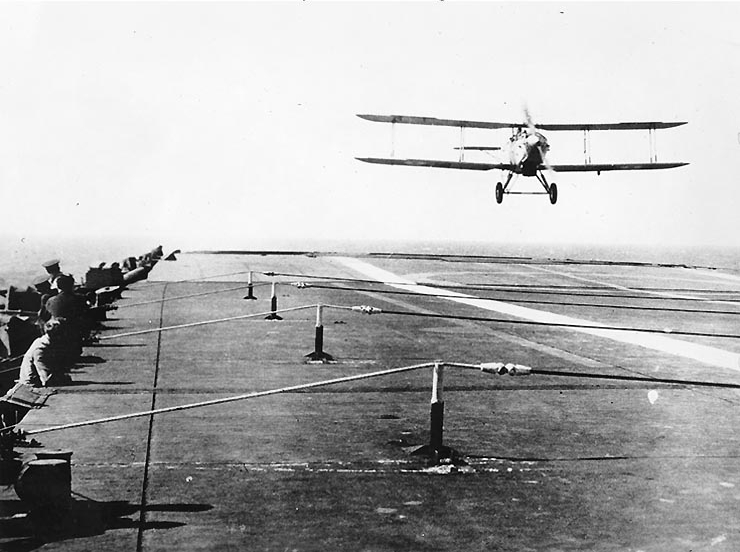
フェアリーIII-F型の着艦（1930年代）
- F/A-18の着艦（2009年）
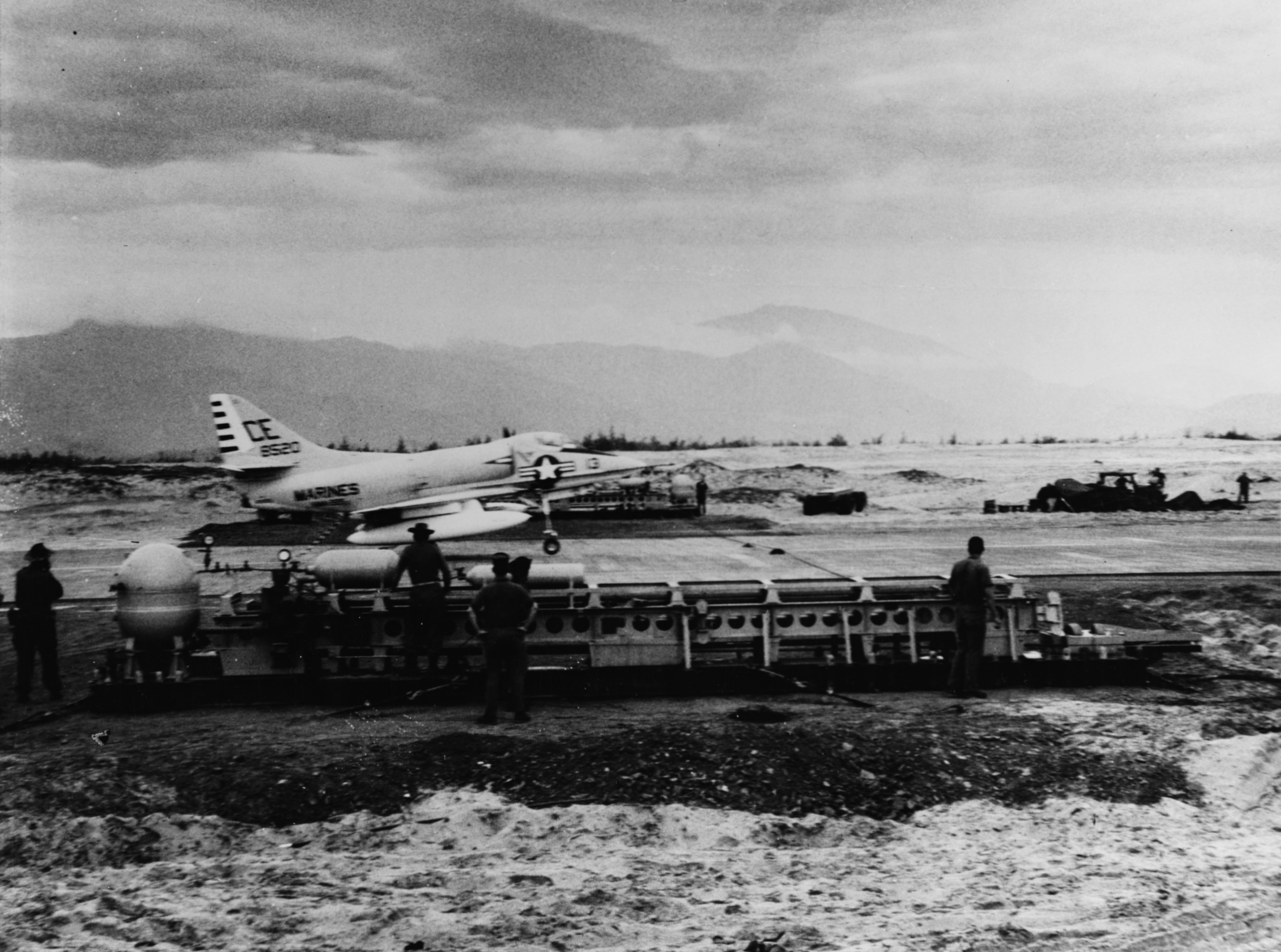
チュライ飛行場のMORESTを用いたA-4の着陸

## 構成
上記の経緯より、1930年代以降の制動装置は全て横索式となった。これは、甲板上に浮かせた状態で数本張られた制動索（アレスティング・ワイヤー）を、着艦する機体のアレスティング・フックで引っ掛けて、強力なブレーキ力を発生させるものである。

### アレスティング・ワイヤー

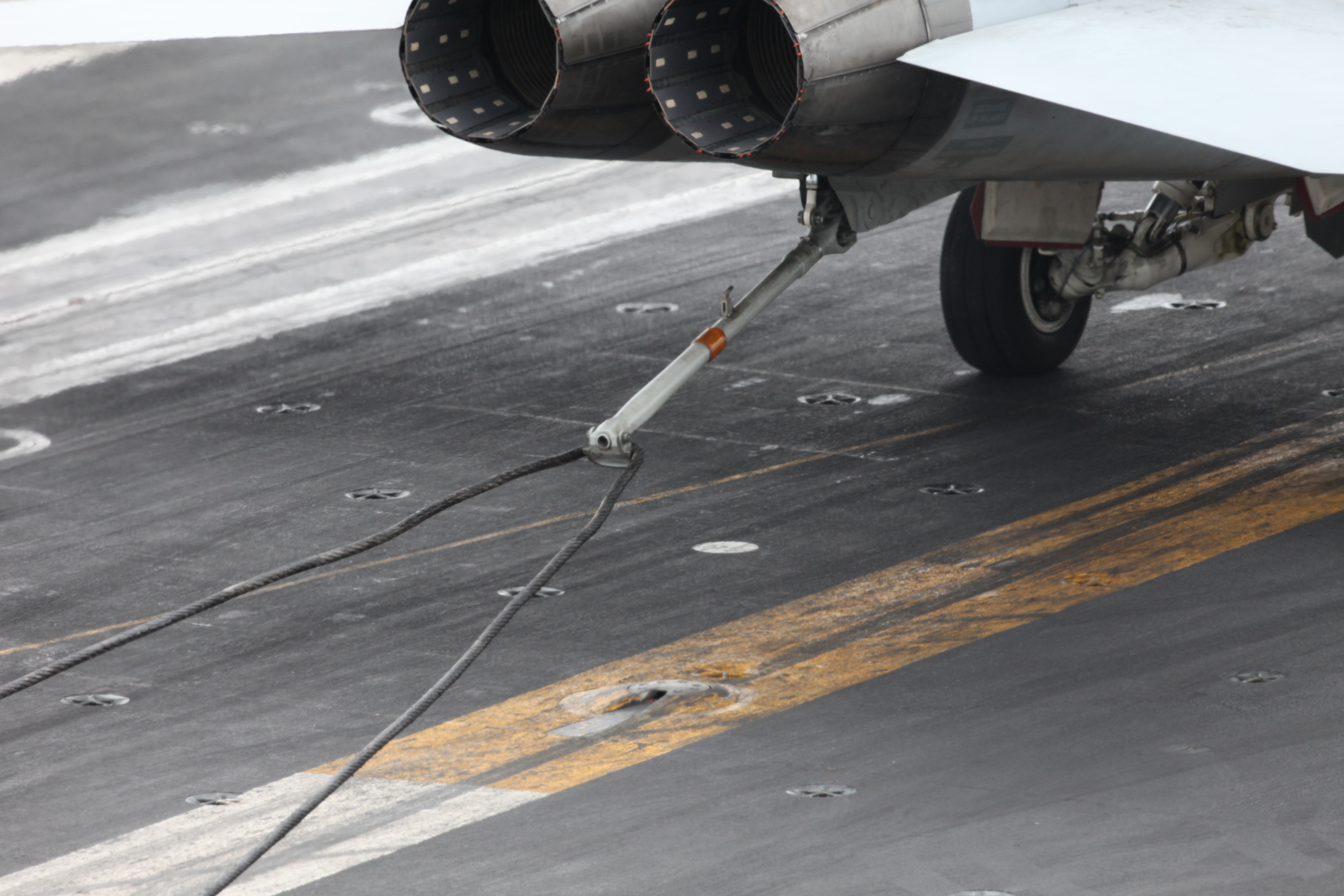
制動索を捉えたフック

制動索は、当初は上記のように10本前後と多数が配置されていたが、1950年代に入って、着艦帯を斜めに配置するアングルド・デッキが発明されると、着艦復行を容易に行えるようになって、減少した。アメリカ海軍の場合、アングルド・デッキ化第一号のフォレスタル級で装備化されたMk.7制動装置は、当初は6索型だったが、後に4索型に変更した。
Mk.7制動装置の場合、約12メートル間隔でワイヤーが張られており、クロスデッキ・ペンダントと称される。着艦点は飛行甲板の後端から50～55メートル、No.1・2のワイヤの間に車輪をつけて降りるのが標準的な手順とされていた。No.2・3のワイヤが1番引っかかる率が高く、それぞれ約32パーセントはこのいずれかにフッキングする。また夜間ではNo.3・4ワイヤが約30パーセントとされていた。
その後、着艦精度の向上もあって、最も艦首側のNo.4ワイヤの使用頻度は低下しており、保守整備の手間を削減するため、ニミッツ級「ロナルド・レーガン」からは3索型となった。最大繰出長は105メートルで、ニミッツ級の着艦帯の長さ243メートルの43パーセントほどの長さとなる。

### アレスティング・エンジン

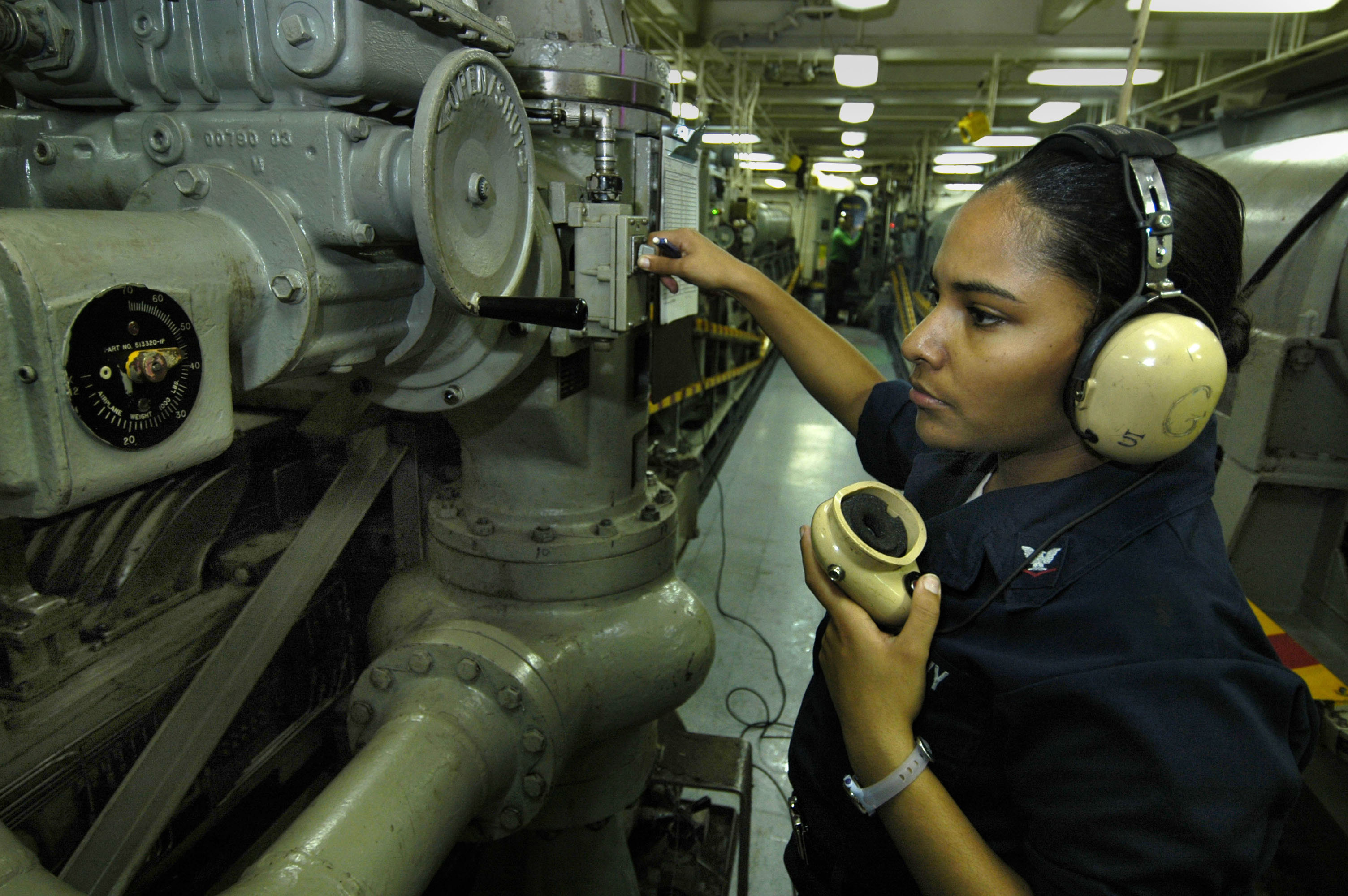
「キティホーク」のアレスティング・エンジン

制動機構としては油圧式が一般的だが、古い空母ではスプリング式を用いた例もあった。上記のように、日本海軍が初めて制式化した制動装置は電磁式だったが、後に制動力の上限に直面して、油圧式に変更した。
アメリカ海軍のMk.7制動装置では、ワイヤ1本につき1基ずつ設置されており、それぞれ長さ15メートル、重量43トンという大掛かりな装置である。制動索は、別のワイヤー（パーチェイス・ケーブル）を介してアレスティング・エンジンに接続されている。フックが制動索を捉えて前方に引っ張ると、その衝撃はまず空気圧と油圧を用いたダンパーで緩和されたのち、クロスヘッドという大型の滑車を回して、左右の油圧シリンダーと直径約50センチのラムを両側から押し縮め、その圧力によってワイヤの繰り出しに抵抗がかかり、張力を生じる。ワイヤの末端はケーブル・アンカー・ダンパーという最終的な油気圧式制動装置につながっている。
同装置では、105ノットで進入する22.7トン（非常時には27.2トン）の機体を制動することができる。機体重量や速度に関わらず、常にワイヤの繰り出し長さを一定に保つ機能を備えている。繰り出されたワイヤを巻き取って着艦待機状態に戻るまでの時間は約2分である。
なおジェラルド・R・フォード級から搭載が計画されている先進着艦制動装置 (AAG) は、油圧装置にかえて、ウォーター・タービンの抵抗によるパッシブな減速とモーターによるアクティブな制動を組み合わせる方式を採用しており、性能的にはMk.7制動装置と同様だが、より細かく機体の速度・重量や強度にあわせた制動を実施できるように設計されている。